# Alfredo Castellanos (científico)
Alfredo Castellanos (Ciudad de Buenos Aires, 25 de julio de 1893 - 22 de junio de 1975), fue un médico, profesor, antropólogo, paleontólogo, geólogo y geógrafo argentino. Su hermano, el profesor doctor Alberto Castellanos, fue un reconocido botánico, especializado en bromeliáceas y cactáceas.

## Biografía
Alfredo Castellanos nació en la ciudad de Buenos Aires el 25 de julio de 1893. A la edad de 5 años se trasladó, junto con sus padres, al valle de los Reartes, en la región serrana de la provincia de Córdoba, donde residieron hasta el año 1906. Era la tierra natal de su madre, Isolina Cámara. Su padre era el teniente coronel Julián Castellanos, militar que había combatido en guerras fronterizas. Tres años antes Alfredo había entrado al tercer grado del colegio Santo Tomás de Aquino, en la ciudad de Córdoba, donde completó la escuela primaria. La educación secundaria la cursó en el Colegio Nacional de Montserrat, sin llegar a concluirlos allí al enfrentarse a las autoridades; según el propio Castellanos: “Mi expulsión no se debía únicamente al grito proferido sino por mis ideas anarquistas y ateas”.
Era el deseo de sus padres que estudie medicina, por lo que en 1913 ingresó a la Facultad de Medicina de la Universidad Nacional de Córdoba, graduándose de Doctor en Medicina y Cirugía en 1919, siendo el segundo mejor promedio de su promoción, aunque esa profesión nunca la llegó a ejercer.
Como estudiante, participó activamente en la Reforma Universitaria del año 1918, la cual rubricó.
Su verdadera pasión eran las investigaciones antropológicas, paleontológicas, paleontropológicas, geológicas y geográficas, materias de las cuales estudió a escondidas de sus padres, y luego ejerció desde una condición de autodidacta, copiando a Florentino Ameghino, al decir de su padre “el hombre que enloqueció a mi hijo”, al no lograr que Alfredo trabajase de lo que se había recibido. Estudió estratigrafía con el alemán Adolfo Döring. Sus estudios de medicina anatómica le otorgaron armas para descollar en el estudio del hombre fósil sudamericano, al cual dedicaría la mayor parte de la primera etapa de su labor, hasta el año 1957, época en que concluye su dedicación a la Paleoantropología. Desde ese año comienza a dedicarse a otra de sus pasiones: la estratigrafía.
La primera entidad que fundó fue la Sociedad de Ciencias Naturales de Córdoba. Gestionó ante el poder ejecutivo de esa provincia la necesidad del desarrollo de un museo; finalmente en 1919 logró ayudar a fundar el Museo de Ciencias Naturales de la ciudad de Córdoba; de esta institución de ciencia fue su director. En esa época fue designado jefe honorario de la sección de Antropología del Museo de Historia Natural de Buenos Aires.
En 1920 se radicó en la ciudad de Rosario, y formó parte de los primeros profesores titulares de la recién creada Facultad de Ciencias Matemáticas, Físico-químicas y Naturales de la Universidad Nacional del Litoral, ocupando la cátedra de Mineralogía, Petrografía y Geología. Ese año fundó el por entonces denominado: “Museo Florentino Ameghino”, el cual años después pasó a llamarse “Museo Universitario Florentino y Carlos Ameghino”.
En 1925 es cofundador de la Asociación Cultural de Conferencias de Rosario; de la misma fue presidente vitalicio.
En 1930 fundó el Museo de Antropología y Anatomía Comparada de la Facultad de Ciencias Médicas de Rosario; de esta entidad fue su primer director.
En 1936 fundó el Instituto de Fisiografía y Geología de la Facultad de Ingeniería de Rosario; el mismo se constituyó con los aportes de sus colecciones paleontológicas, minerales, de perfilados estratigráficos, etc. Además, a dicho instituto Castellanos dejó en donación su nutrida biblioteca personal. Como reconocimiento a su labor en ese centro educacional, al mismo se le otorgó el nombre “Doctor Alfredo Castellanos”, por resolución 341/75 del 28 de agosto de 1975. Del instituto que lleva su nombre él fue su primer director, cargo que ocupó ad-honorem hasta 1949, y rentada desde ese año hasta 1951, cuando fue cesanteado por el gobierno peronista; recién en 1958 pudo volver a dicha universidad, en la cual continuó activo hasta su fallecimiento.
Recorrió desde el norte de la Argentina hasta la Antártida, realizando sus principales trabajos e investigaciones en las barrancas de Miramar en la costa de Buenos Aires, Catamarca, Santiago del Estero, Tucumán, Córdoba y especialmente en el centro y sur de Santa Fe, siendo el mayor especialista en estratigrafía de la llanura pampeana santafesina. Descubrió y describió numerosos géneros y especies de mamíferos extintos. En paleohidrografía destaca la descripción del desplazamiento en abanico del río Salado del Norte. Hasta logró relevancia su detallada narración de los efectos del terremoto de San Juan del 15 de enero de 1944.
En la última etapa de su vida sufrió de una progresiva pérdida visual, la que al final ya era una casi total ceguera. Falleció el 22 de junio de 1975, a la edad de 81 años.

## Publicaciones
Entre 1916 y 1975 fue autor de 211 trabajos originales publicados en su país y 28 fuera de él. En sus publicaciones él era generalmente su único autor, solo unos pocos fueron en colaboración. Además escribió 340 crónicas y críticas bibliográficas. Algunas de sus publicaciones son:
- Castellanos, A. (1916). Una página de la vida de Ameghino. Su estadía en Córdoba. Revista de la Universidad Nacional de Córdoba, (4).
- Castellanos, A. La existencia del hombre fósil en la Argentina. Atti del XXII Congrí. iso Iniírnazionah degli Americanisti, 1.
- Castellanos, A. (1922). La presencia del hombre fósil en el pampeano medio del Valle de los Reartes (Sierras de Córdoba). Boletín de la Academia. Nacional de Cs. de Córdoba. Vol. XXV : 369-389. Buenos Aires.
- Castellanos, A. (1923). Le limite-plio-pléistocéne et le problematique de l’homme tetiaire dans le Republique Argentine. Revue Anthropologie, XXXII: 259-270. Paris.
- Castellanos, A. (1923). Consideraciones acerca del hallazgo efectuado por Florentino Ameghino de restos humanos fósiles en el Cordobense de la Ciudad de Córdoba a propósito de nuevos descubrimientos en Jesús María (Prov. De Córdoba). Ameghiniana, 1(3), 32-36.
- Castellanos, A. (1924). Contribución al estudio de la Paleoantropología argentina. Restos descubiertos en la Laguna Melincué (Provincia de Santa Fe). Revista de la Universidad Nacional de Córdoba, (10-12).
- Castellanos, A. (1926). Un instrumento lítico del Pampeano superior de la Provincia de Córdoba (Rep. Argentina). Actes du Congress de L’Institut International d´Anthropologie de Paris II Session, Prague 303-308. Paris.
- Castellanos, A. (1927) Breves notas sobre los clamidoterios. Publicaciones del Centro de Estudiantes de Ingeniería de Rosario: 1-8.
- Castellanos, A. (1928). Notas críticas sobre el puelchensede los sedimentos neógenos de la Argentina. Revista de la Universidad Nacional de Córdoba, 2(5/6).
- Castellanos, A. (1933). El hombre prehistórico en la Provincia de Córdoba (Argentina) Revista Soc. Amigos de la Arqueología. VII: 1-88 Montevideo.
- Castellanos, A. (1937). Ameghino y la antigüedad del hombre sudamericano. Publicación, Nro. 2: 47-163. Asociación cultural de conferencias de Rosario. Ciclo de carácter general. Rosario.
- Castellanos, A. (1937). Anotaciones sobre las líneas filogenéticas de los clamiterios. Publicaciones de la Facultad de Ciencias, Universidad Nacional del Litoral, Argentina, serie Técnica y Científica 8: 1-35.
- Castellanos, A. (1938). Nuevos restos del hombre fósil y de “hornos de tierra cocida” en Santiago del Estero (Argentina).
- Castellanos, A. (1943). Sobre la antigüedad de los restos de la Gruta de Candonga. Publ.Instituto de Fisiográfica y Geología. Universidad Nac. de Rosario. XIV.
- Castellanos, A. (1944). Paleontología estratigráfica de los sedimentos neógenos de la provincia de Córdoba. Instituto de Fisiografía y Geología, Publicaciones, 6(23):1-47.
- Castellanos, A. (1945). Notas sobre algunas cornamentas de ciervos de los géneros Epieuryceros, Antifer y Paraceros y descripción de la de Epieuryceros proximus n. sp. Publicaciones del Instituto de Fisiografía y Geología (Rosario), XXIV:1-21.
- Castellanos, A. & Pierina Pasotti (1945). Cuatro lecciones sobre terremotos: B) El terremoto de San Juan, por Alfredo Castellanos. 242 pp.
- Castellanos, A. (1946). Una nueva especie de clamiterio, Vassalia maxima n. sp. Publicaciones del Instituto de Fisiografía y Geología de Rosario 26: 1-47.
- Castellanos, A. (1946). Presencia de mamíferos terciarios en San Juan.
- Castellanos, A. & Pierina Pasotti (1948). Crónica bibliográfica: Mineralogía y minería, petrografía, geología, geografía, paleontología. Instituto de fisiografía y geología, publicaciones vol. 1. Editor UNL, 160 pp.
- Castellanos, A. (1954). Nota preliminar sobre el Valle de Yocahuil (Santa María) de las provincias de Catamarca, Tucumán y Salta (Argentina). Report of the Session, 19, 99.
- Castellanos, A. (1956). Nota preliminar sobre nuevos restos de mamíferos fósiles en el Brocherense del Valle de los Reartes (provincia de Córdoba. Argentina). In Congreso Geológico Internacional. Paleontología, Taxonomía y Evolución (pp. 217-233).
- Castellanos, A. (1958). Restos de "Boreostracon corondanus" n. sp: descubiertos en la provincia de Santa Fe (Argentina). Ministerio de Cultura y Educcaión.
- Castellanos, A. (1958). Descripción preliminar de un cráneo de “Macroeuphractus morenoi”(Lyd.) del Yocahuilense (Araucanense) del Valle de Yocahuil (Santa María) de las provincias de Catamarca, Tucumán y Salta. Acta Geológica Lilloana, 2, 191-239.
- Castellanos, A. (1959) “Historia hidrogeológica del río Corriente”. Facultad de Filosofía y Letras. Universidad Nacional del Litoral. 27 pp. Rosario.
- Castellanos, A. &  (1967). Breve nota sobre la morfología de un sector de la Llanura Chaqueña (Argentina). Vol. 51 de Publicaciones (UNL. Instituto de Fisiografía y Geología). Editor Argentina, Instituto de Fisiografía y Geología, 15 pp.
- Castellanos, A. (1972). Estratigrafía del valle del Yocahuil. Geographica varia opera: homenaje al doctor Guillermo Rohmeder, 1902-1952, (1107), 49.
- Castellanos, A. (1973). La pampa argentina durante los tiempos pampeanos y post – pampeanos. GÆA Sociedad Argentina de Estudios Geográficos. Colección “Serie Especial”. Pp. 37 – 45

## Distinciones
- 1967 y 1973, Premio Francisco P. Moreno, distinguido por la Sociedad Argentina de Estudios Geográficos - GAEA, en razón de su labor científica.
- 1969, Profesor Emérito de la Universidad Nacional de Rosario.
- 1969, Miembro honorario de la Sociedad Argentina de Estudios Geográficos – GAEA.
- Miembro de la Sociedad Portuguesa de Antropología.
- Miembro del Instituto Internacional de Antropología de Francia.